# Cardiochiles xanthocarpus
Cardiochiles xanthocarpus är en stekelart som beskrevs av Szepligeti 1913. Cardiochiles xanthocarpus ingår i släktet Cardiochiles och familjen bracksteklar. Inga underarter finns listade.